# Havyard 934
Havyard 934 bezeichnet einen Schiffstyp von Doppelendfähren. Von dem Schiffstyp wurden zwei Einheiten für die norwegische Reederei Fjord1 gebaut.

## Geschichte
Die Schiffe wurden auf der türkischen Werft Cemre Shipyard in Altınova gebaut und im Dezember 2019 bzw. Januar 2020 abgeliefert. Die Schiffe waren Teil eines Neubauprogramms, das neben den zwei Einheiten des Typs Havyard 934 auch fünf Fähren des Typs Havyard 932 umfasste. Der Schiffsentwurf stammte vom norwegischen Schiffsarchitekturbüro Havyard Design & Solutions in Fosnavåg.
Die Schiffe werden von der Reederei Fjord1 über den Talgsjøen zwischen Seivika und Tømmervåg eingesetzt.

## Beschreibung
Die Schiffe verfügen über einen Hybridantrieb. Sie werden in erster Linie elektrisch angetrieben. Hierfür stehen zwei Siemens-Elektromotoren mit je 1200 kW Leistung zur Verfügung, die jeweils eine Propellergondel an den beiden Enden der Fähren antreiben. Für die Stromversorgung stehen Lithium-Ionen-Akkumulatoren als Energiespeicher mit 2 × 1000 kWh zur Verfügung. Zusätzlich sind die Schiffe mit zwei von Caterpillar-Dieselmotoren des Typs C32 angetriebenen Generatoren ausgestattet und können somit auch dieselelektrisch angetrieben werden.
Die Schiffe verfügen über ein durchlaufendes, 90 Meter langes Fahrzeugdeck mit vier Fahrspuren. Zur Erhöhung der Pkw-Kapazität befindet sich auf einer Seite der Fähren ein weiteres Fahrzeugdeck mit zwei Fahrspuren, das über Rampen zugänglich ist. An den beiden Enden befinden sich nach oben aufklappbare Visiere. Das Fahrzeugdeck ist im mittleren Bereich von den Decksaufbauten mit drei Decks überbaut. Das Steuerhaus ist mittig auf die Decksaufbauten aufgesetzt. An Bord befinden sich Automaten für Getränke und Snacks.
Die Durchfahrtshöhe unter den Decksaufbauten beträgt 5 Meter. Unter dem zusätzlichen Fahrzeugdeck stehen rund 2 Meter zur Verfügung, die Durchfahrtshöhe auf dem zusätzlichen Fahrzeugdeck beträgt 2,5 Meter. Die maximale Achslast auf dem Hauptfahrzeugdeck beträgt 15 t, auf dem zusätzlichen Fahrzeugdeck 3 t. Auf den Fahrzeugdecks ist Platz für 80 Pkw. Die Passagierkapazität beträgt 395 Personen.

## Schiffe
| Havyard 934 | Havyard 934 | Havyard 934 | Havyard 934                                      | Havyard 934       |
| Bauname     | Baunummer   | IMO-Nummer  | Kiellegung Stapellauf Ablieferung                | Strecke           |
| ----------- | ----------- | ----------- | ------------------------------------------------ | ----------------- |
| Tustna      | 68          | 9855393     | 14. September 2018 4. Mai 2019 17. Dezember 2019 | Seivika–Tømmervåg |
| Grip        | 69          | 9855408     | 14. September 2018 4. Juli 2019 18. Januar 2020  | Seivika–Tømmervåg |

Die Schiffe fahren unter der Flagge Norwegens. Heimathafen ist Florø.